# Пескоройка

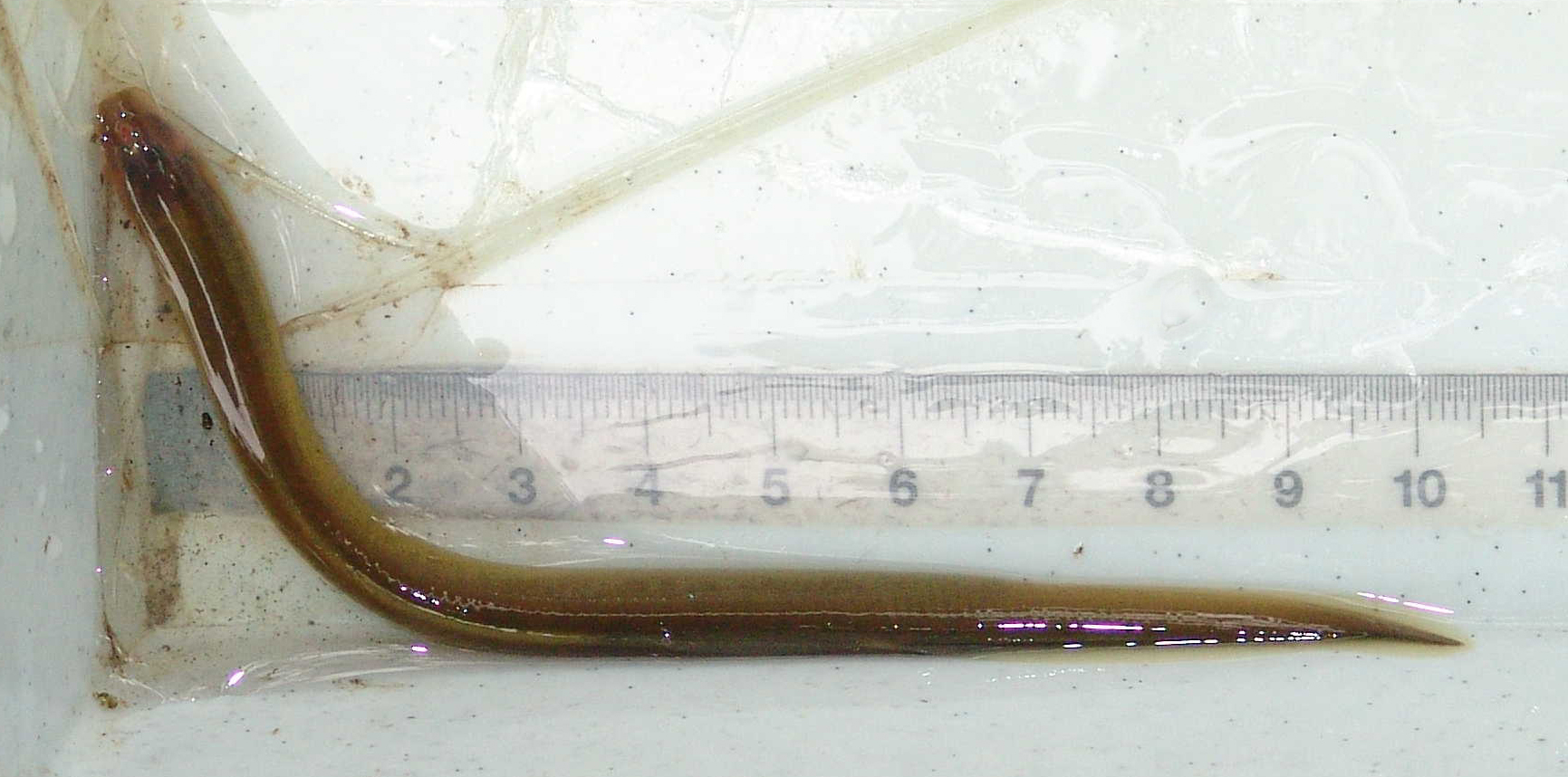
Пескоройка

Пескоро́йка — личинка миноги. Стадия жизни миноги, после выхода из отложенной икры и до метаморфоза.
Пескоройки отличаются от взрослых миног.
Первоначально пескороек считали взрослыми бесчелюстными животными. В 1812 году французский зоолог Андре-Мари Дюмериль установил род Ammocoetes, название которого образовано от др.-греч. ᾰ̓́μμος, «песок», и κοίτη, «кровать». С этого момента было описано 9 видов рода Ammocoetes Duméril, 1812. Лишь в 1856 году немецкий анатом Август Мюллер показал, что пескоройки представляют собой личинок миног.

## Строение
Глаза пескороек недоразвиты и почти не заметны. Ротовое отверстие четырёхугольное, сверху прикрыто верхней губой, с помощью которой они зарываются в ил. Нижняя губа содержит ворсинки, задерживающие пищу. Наружные жаберные щели находятся в продольных желобках по сторонам тела. Окраска варьирует от жёлто-белой до тёмно-серой.

## Среда обитания
Пескоройки обитают в реках со слабым течением или заливах с большим содержанием ила. Личинки живут в норках, вырытых в мягких донных осадках. Большую часть времени пескоройки проводят, зарывшись в ил. Питаются пескоройки детритом и микроскопическими организмами, втягиваемыми через ротовое отверстие с током воды. По способу питания они — внутренние фильтраторы водяного тока.

## Метаморфоз
Во время метаморфоза пескоройки не питаются. В начале пищевода образуется клеточная пробка, которая у непаразитических миног, не питающихся во взрослом состоянии, сохраняется до конца жизни, а у паразитических — рассасывается после метаморфоза. При этом все личиночные структуры преджаберной области дегенерируют, а дефинитивные структуры возникают заново, происходит сложная перестройка многих органов.

## Использование человеком
Пескоройки используются рыбаками-любителями в качестве приманки для хищной рыбы (налима, щуки, судака и других).
Также может употребляться в пищу и считается деликатесным блюдом.

## Эволюция
Древнейшие ископаемые остатки миног, которые можно однозначно интерпретировать как пескороек, известны из нижнемеловых отложений Китая (формация Исянь) и относятся к виду Mesomyzon mengae. В 2021 году в журнале Nature была опубликована статья палеонтологов из США, Канады и Южной Африки, в которой были описаны остатки четырёх видов молодых миног из палеозойских отложений, у которых отсутствовали признаки, характерные для пескороек и напротив, имелись признаки взрослых миног, такие как глаза, ротовая воронка с зубчиками и жаберный аппарат в виде корзины. По результатам филогенетического анализа они пришли к выводу, что пескоройки появились в жизненном цикле более продвинутых миног как специализация к жизни в пресной воде, и потому не могут служить моделью для реконструкции строения общего предка позвоночных. Тем не менее, американский зоолог Джон Мэллет в своей ответной статье указал, что анатомические особенности пескороек, являющиеся адаптациями к питанию взвешенными в воде частицами, по своему строению настолько похожи на такие же особенности ланцетников и оболочников, что более вероятна было бы их сохранение в эволюции миног, чем утрата с последующим возвратом к предковому состоянию. Кроме того, он отметил, что гипотеза происхождения миног от форм с прямым развитием не была проверена статистическими методами.